# Edmund Raitz von Frentz

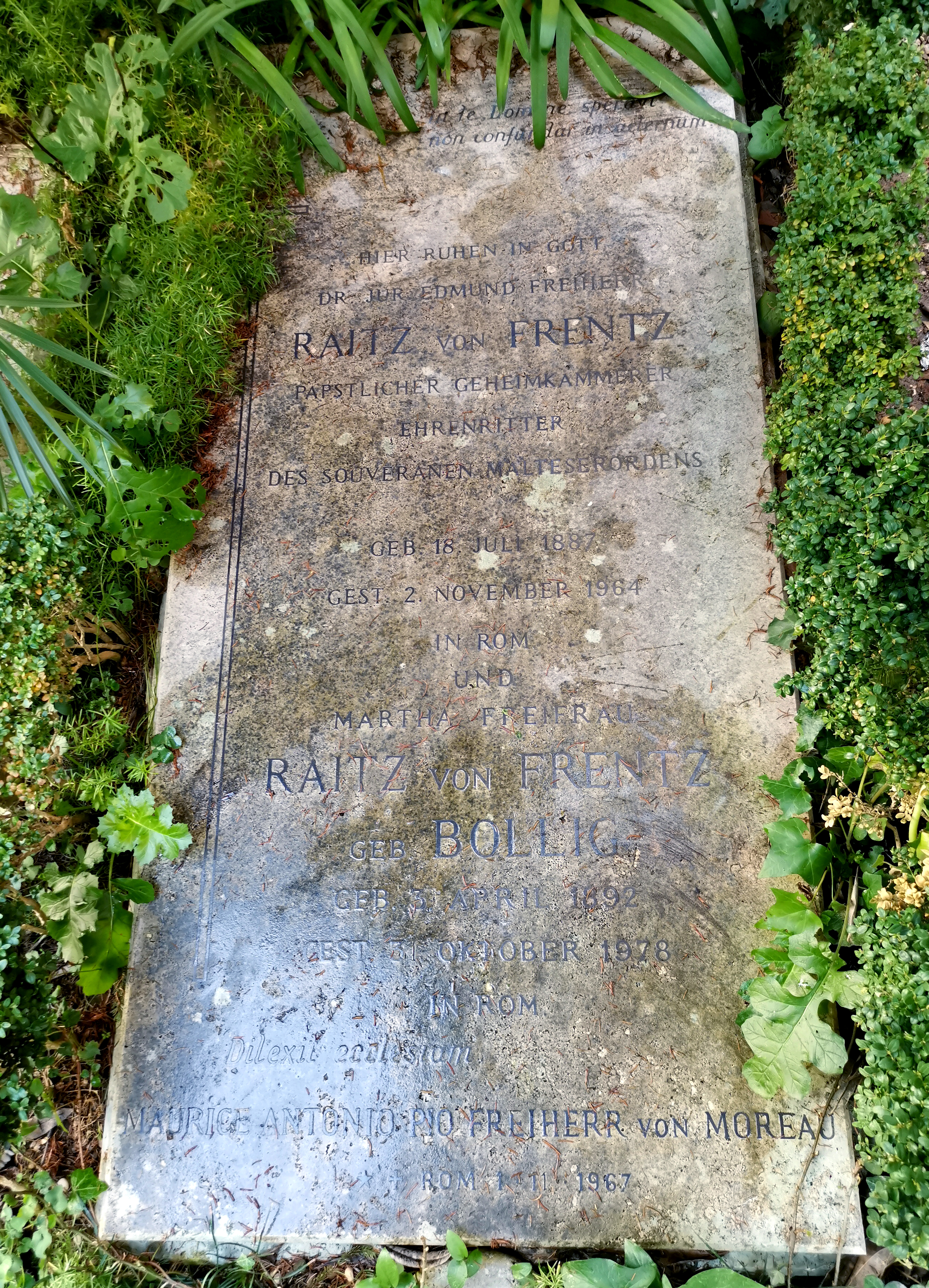
Grab auf dem Campo Santo Teutonico, Rom

Edmund Erwin Joseph Hubert Maria Freiherr Raitz von Frentz (* 18. Juli 1887 in Bonn; † 2. November 1964 in Rom) war ein deutscher Journalist der Zentrumspresse.

## Leben
Edmund Raitz von Frentz entstammte dem alten Kölner Adelsgeschlecht Raitz von Frentz. Seine Eltern waren der Generalleutnant Freiherr Joseph August Raitz von Frentz (1858–1922) und die Johanna geb. Edle von Solemacher (1863–1936). Seine Brüder waren der Jurist und Politiker Maximilian Raitz von Frentz (1885–1967) und der Verbandsdirektor Josef Raitz von Frentz (1895–1977).
Von mütterlicher Seite her stammte Edmund Raitz von Frentz von einem alten kurtrierischen Hof- und Diplomatenadel ab, aus dem ein trierischer Hofkanzler und ein kaiserlicher Gesandter hervorgingen. Von seinem Großvater mütterlicherseits Edmund Ritter und Edler von Solemacher zu Namedy hatte er wohl seinen Rufnamen erhalten, der bis dahin für die Linie Raitz von Frentz eher ungewöhnlich war. Entfernt verwandt war Raitz von Frentz auch mit dem im katholischen Deutschland seiner Zeit bekannten Jesuitengelehrten Emmerich Raitz von Frentz (1889–1968).
Raitz von Frentz studierte Rechts- und Staatswissenschaften an den Universitäten von Lausanne, Berlin, Kiel und Münster. Seine Interessenschwerpunkte lagen aber eher bei den geisteswissenschaftlichen Disziplinen, insbesondere der deutschen Literatur galt seine größte Vorliebe, weshalb er literaturwissenschaftliche Vorlesungen sowie Vorlesungen in Geschichte, Philosophie und Kunstgeschichte belegte. Auch hörte er theologische Vorlesungen, wobei er an den Universitäten, an denen er keine katholische theologische Fakultät vorfand, auch bei angesehenen evangelischen Theologen (Adolf von Harnack) hörte.
Nachdem er im Sommer 1912 am Oberlandesgericht in Hamm die erste juristische Prüfung abgelegt hatte, begab er sich nach Breslau, um dort den Doktorgrad der Rechtswissenschaften zu erwerben. Mit einer staatsrechtlich-rechtsgeschichtlichen Arbeit bei den damals bekannten Rechtsgelehrten Siegfried Brie (1838–1931) und Otto Fischer (1853–1929) wurde er 1914 promoviert.
Den sich an die Promotion anschließenden juristischen Vorbereitungsdienst musste Raitz von Frentz im Sommer 1914 wegen des Ersten Weltkriegs unterbrechen. Kurz vor Ausbruch des Ersten Weltkrieges vermählte er sich am 29. Juni 1914 mit Martha Bollig (1892–1978), Tochter des Gutsbesitzers und Vorsitzenden des Pferdeausschusses der Rheinischen Landwirtschaftskammer Ökonomierat Joseph Bollig aus seiner ersten Ehe mit Sophie, geb. Stollwerck, die wiederum die Tochter des bekannten rheinischen Großindustriellen Heinrich Stollwerck und seiner Frau Apollonia, geb. Krusius war. Mit Martha war Edmund Raitz von Frentz über 50 Jahre verheiratet, die Ehe blieb jedoch kinderlos. Nach Ende des Ersten Weltkrieges vertauschte Raitz von Frentz den erlernten Juristenberuf mit dem des Journalisten.
Edmund Raitz von Frentz arbeitete zunächst für die Kölnische Volkszeitung, die als das größte Presseorgan des politischen Katholizismus in Deutschland galt. 1924 wurde er Auslandskorrespondent eines neu geschaffenen gemeinsamen Blätterringes der wichtigsten der Zentrums- wie der Bayerischen Volkspartei nahestehenden Tageszeitungen, wie Kölnische Volkszeitung und Germania,  nach Rom entsandt. Dort hielt er bis zum Untergang dieser Blätter während der NS-Zeit ein Monopol auf die katholisch orientierte Rom- und Vatikanberichterstattung für Deutschland und die angrenzenden deutschsprachigen Länder, die in diesen Blättern naturgemäß eine herausragende Rolle spielte.
Aufgrund dieser Umstände wirkte er als Journalist zwischen 1924 und 1964 an einer wichtigen Nahtstelle zwischen dem Deutschen Reich, Italien und dem Vatikan während der politisch bewegtesten Epoche des 20. Jahrhunderts. Dabei beobachtete er in seiner effektivsten Arbeitsperiode zwischen 1924 und 1933 das italienische System Mussolinis und nahm ab 1930 den Aufstieg der nationalsozialistischen Bewegung in seinem Heimatland wahr.
Bei seiner Korrespondententätigkeit ragt der erste Abschnitt zwischen 1924 und 1933 besonders hervor, ehe die Zentrumsblätter sich 1933 freiwillig der Einschränkung der freien Berichterstattung durch die Propagandamaschinerie von Joseph Goebbels unterwarfen. 
Die Etablierung des NS-Regimes schränkte den Aktionsradius des Journalisten allmählich bis an die Grenze der eigenen Existenzfähigkeit ein. Die Zeitung Germania wurde 1938 eingestellt, die Kölnische Volkszeitung fiel 1941 der Kriegswirtschaft zum Opfer, damit stand seine berufliche Existenz vor dem Aus, doch gab ihm die Nähe zur römischen Kurie die Möglichkeit, in Rom zu bleiben und die für ihn gefahrvollen Monate der deutschen Besetzung zwischen 1943 und 1944 in der Sicherheit des Campo Santo Teutonico zu überstehen. Obwohl er nach 1949 unermüdlich versuchte, sich in das neu entstehende Pressespektrum der Bundesrepublik einzubringen, scheiterten diese Bemühungen an den veränderten Arbeitsbedingungen und publizistischen Erfordernissen der Nachkriegszeit, und der Journalist geriet mehr und mehr in Vergessenheit. Er erhielt 1954 das Bundesverdienstkreuz. 
Edmund Freiherr Raitz von Frentz starb am 2. November 1964 in Rom; er ist auf dem Campo Santo Teutonico im Vatikan begraben.

## Ehrungen
- Päpstlicher Geheimkämmerer di spada e cappa
- Mitglied der Erzbruderschaft zur schmerzhaften Muttergottes der Deutschen und Flamen (Campo Santo Teutonico)
- Ehrenritter des souveränen Malteser Ritterordens
- Großkreuz des Konstantinordens von St. Georg
- Ritter des Ritterordens vom Heiligen Grab zu Jerusalem
- Großes Bundesverdienstkreuz

## Bedeutung für die Zeitgeschichtsforschung, Nachlass
Über das Heranwachsen der deutschen NS-Bewegung bis 1932/1933 und – in den Monaten bis zum Abschluss des Reichskonkordates – über die Zukunft der Zentrumspartei sprach Raitz von Frentz nicht selten mit Kardinalstaatssekretär Eugenio Pacelli, dem späteren Papst Pius XII. Oftmals fungierte er mit seinen Artikeln als dessen Sprachrohr in das deutsche Zentrumsmilieu hinein, was aber nicht bedeutete, dass er jeden einzelnen Artikel mit Pacelli abzustimmen hatte. Vielmehr übernahm er mehr und mehr dessen politische Leitlinien.
In der zeitgeschichtlichen Forschung ist das Verhältnis des deutschen Katholizismus zum Nationalsozialismus ein umstrittenes Thema. Dies zeigte sich z. B. im Jahre 1978 in der Kontroverse zwischen Konrad Repgen und Klaus Scholder über die Frage, ob ein enger Zusammenhang zwischen den Verhandlungen zum Reichskonkordat und der Zustimmung des Zentrums zum Ermächtigungsgesetz bestehe oder nicht. Für die vatikanische Sicht auf die Vorgeschichte des Reichskonkordates ist Raitz von Frentz ein wichtiger Zeitzeuge. Seine Analysen werden durch zahlreiche Artikel und vertrauliche Briefe dokumentiert. Durch seine enge Beziehung zu den drei Protagonisten des Vertragswerkes – Eugenio Pacelli, Ludwig Kaas und Franz von Papen – sowie aufgrund seines Ranges als Päpstlicher Geheimkämmerer war er teilnehmender Beobachter.
Raitz von Frentz’ Nachlass befindet sich im Archiv der Kommission für Zeitgeschichte.